# お笑い芸人歌がうまい王座決定戦スペシャル
『お笑い芸人歌がうまい王座決定戦スペシャル』（おわらいげいにんうたがうまいおうざけっていせんスペシャル）は、フジテレビ系列で2005年から2016年までゴールデンタイム・プライムタイム（JST）に不定期放送されていたカラオケ番組である。通称『歌うま』『歌うま王座』『歌がうまい王座決定戦』。字幕放送、2007年12月4日放送からハイビジョン制作。なお、2008年より放送の『オールスター芸能人歌がうまい王座決定戦スペシャル』に関しても記載する。2005年から2013年までは春・夏・秋・冬のそれぞれに年4回、2015年から2016年までは年1回不定期放送されていた。

## 概要
同局で不定期放送されているものまね番組『爆笑そっくりものまね紅白歌合戦スペシャル』の兄弟番組として、2005年に放送開始した。人気のお笑い芸人の中で、誰が一番歌が上手いかをトーナメント形式で競う。番組名で「お笑い芸人」と銘打っているものの、芸人ではない出場者も多数いる。当番組は2004年の『FNS27時間テレビ』の『FNS27時間テレビ めちゃ2オキてるッ! 楽しくなければテレビじゃないじゃ～ん!!』において早朝のコーナーとして放送された「ザ・ココイチテン」（芸人が真剣に歌を披露する企画）から派生した番組である。
番組収録は、ほぼ一日中行われており、大体で朝から夜までの長時間かけて収録されている。
番組最高平均視聴率は、2009年10月30日放送の20.3%である。
2008年からは従来の『お笑い芸人歌がうまい王座決定戦スペシャル』とは異なる、お笑い芸人を含め、タレント・歌手・アイドル・俳優・女優・アスリート・落語家・キャスターなどの芸能人の歌うま王者を決定する『オールスター芸能人歌がうまい王座決定戦スペシャル』が、毎年1回、（10月下旬又は11月上旬）に放送されていた。放送時間は従来の『お笑い芸人歌がうまい王座決定戦スペシャル』の2時間の倍の4時間に拡大されて放送されていた。2012年10月19日の放送では、お笑い芸人大会・女性限定大会・男性限定大会でそれぞれの大会で活躍した芸能人が一堂に会した。なお、この大会以降は放送されていない。
2011年1月1日には、『新春オールスター歌がうまい王座決定戦スペシャル』と題して、番組史上初となる元日に放送された。ちなみに、対照的に同年12月31日には兄弟番組『大晦日はマル・マル・モリ・モリ! 爆笑そっくりものまね紅白歌合戦 祭りだ祭りだスペシャル』が放送された。
2011年より、従来のお笑い芸人の大会が夏のみ放送となり、春には女性芸能人のみで競う女性限定大会や男性芸能人のみで競う男性限定大会が放送された。他では、チャンピオン大会や総集編のVTR大会など、上記のオールスター芸能人の大会を含めて、さまざまな特別編が放送された。
2013年7月2日（火曜日）19:00 - 21:54に放送された『歌がうまい王座決定戦 チャンピオン大会』を最後に、2013年秋以降から放送がなくなっていたが、2015年7月17日（金曜日）21:00 - 22:52には『今夜復活! 歌がうまい王座決定戦』と題して、約2年ぶりに復活した。なお、司会は番組開始から約8年にわたり、くりぃむしちゅーが担当していたが、ヒロミと小島瑠璃子へバトンタッチした。また、兄弟番組『爆笑そっくりものまね紅白歌合戦スペシャル』のスタジオを流用している。
2016年1月1日（金曜日）18:00 - 21:00には、『新春かくし芸大会』の後継番組として『超豪華歌うま正月SP 十八番で勝負!! 新春!オールスター対抗歌合戦』と題して、2011年1月1日放送の『新春オールスター歌がうまい王座決定戦スペシャル』以来の5年ぶりに元日に放送された。また、東軍と西軍に分かれて競う当番組史上初のチーム対抗戦で行われた。なお、司会は前回の2015年7月17日放送の『今夜復活! 歌がうまい王座決定戦』と同様のヒロミ、小島瑠璃子が引き続き担当したが、この回では小倉智昭、加藤綾子（フジテレビアナウンサー）も追加された。
2016年5月20日（金曜日）21:10 - 23:02 には、元日放送の『超豪華歌うま正月SP 十八番で勝負!! 新春!オールスター対抗歌合戦』を除き、約1年ぶりに通常のトーナメント戦の『歌がうまい王座決定戦』が復活第2弾として放送された。

## 審査方法
- 審査員は9人、審査員1人につき3点の持ち点があり、赤と青の点数を振り分ける（赤3-青0、赤2-青1、赤1-青2、赤0-青3）。満点が27点と奇数の為、必ず勝敗がつくようになった（兄弟番組の『爆笑そっくりものまね紅白歌合戦スペシャル』、『お笑い芸人マジック王座決定戦スペシャル』も同様の審査）。
- パターンは下記の4パターンである。

| パターン | ランプ | ランプ | ランプ |
| -------- | ------ | ------ | ------ |
| 赤3-青0  |        |        |        |
| 赤2-青1  |        |        |        |
| 赤1-青2  |        |        |        |
| 赤0-青3  |        |        |        |

### 『オールスター芸能人歌がうまい王座決定戦スペシャル』での異なる点
- 以前より、「お笑い芸人」という冠名が付いているに関わらず、アイドル等のお笑い芸人以外の出場者も出始めたことから、2008年11月14日には『オールスター芸能人歌がうまい王座決定戦スペシャル』として放送され、放送時間が通常の倍の4時間のため、通常の16組から増員した24組の芸能人が出演し、Aブロック・Bブロック・Cブロックの3ブロックでトーナメント形式で競った。優勝賞金は従来と異なり、500万円にアップしたが、副賞の車は無し。2009年10月30日の放送からは300万円に、2011年10月28日の放送は200万円にダウンした。
- 1回戦から準決勝は上記のルールだが、決勝は3人が進出するため、審査員はプラカードにて持ち点1点を3組のうちどれかに投票し、合計得点が1番多い者が優勝ととなる。仮に同点が複数名並んだ場合、審査員長が挙げた人が優勝となる（第3回）[注釈 2]。
  - 「オールスター」の際は「お笑い芸人」と異なり、各ブロックの対戦カード発表シーンや出演者のインタビューシーンを挿入する他、その際にBGMとして映画『パイレーツ・オブ・カリビアン』の楽曲が使用されている[注釈 3]。
- 決勝戦は、2時間版ではAブロックとBブロックのそれぞれの勝者との一騎討ちなので、通常通り赤コーナーと青コーナーに分かれるが、オールスター（4時間版）ではAブロックとBブロックとCブロックのそれぞれの勝者が赤コーナーと黄コーナーと青コーナーに分かれる。詳細は下記通り。

| パターン | Aブロック | vs | Bブロック | vs | Cブロック |
| -------- | --------- | -- | --------- | -- | --------- |
| 2時間版  | 決勝者    | vs | 決勝者    |    |           |
| 4時間版  | 決勝者    | vs | 決勝者    | vs | 決勝者    |

### 『オールスター芸能人歌がうまい王座決定戦 チャンピオン大会』での異なる点
- 採点方法が従来の方法から、ゲージを操作する審査員1人あたり100点満点の採点となった。ゲージを上げると、モニターに表示されている炎が激しくなるというもので、歌が終わった段階での点数がその人の得点となる。
- 決勝戦は、2回戦を勝ち上がった6名が順に歌った得点のランキング形式で最後の人が歌った後の1位が優勝という形式である。

| パターン | Aブロック | vs | Bブロック | vs | Cブロック | vs | Dブロック | vs | Eブロック | vs | Fブロック |
| -------- | --------- | -- | --------- | -- | --------- | -- | --------- | -- | --------- | -- | --------- |
| 3時間版  | 決勝者    | vs | 決勝者    | vs | 決勝者    | vs | 決勝者    | vs | 決勝者    | vs | 決勝者    |

### 『歌がうまい王座決定戦スペシャル』（復活大会）での異なる点
- 2012年に放送再開した『ものまね王座決定戦』と同様、各審査員1人あたり100点満点の採点となった。10人の審査員の合計1000点満点で勝敗を決めた。
- 2016年5月20日の放送では、9人の審査員の合計900点満点で勝敗を決めた。
- 決勝戦は、「チャンピオン大会」と2013年12月放送回以降の「ものまね王座決定戦」と同様、2回戦を勝ち上がった4名が順に歌った得点のランキング形式で最後の人が歌った後の1位が優勝という形式である。

| パターン | Aブロック | vs | Bブロック | vs | Cブロック | vs | Dブロック |
| -------- | --------- | -- | --------- | -- | --------- | -- | --------- |
| 2時間版  | 決勝者    | vs | 決勝者    | vs | 決勝者    | vs | 決勝者    |

## 番組テーマソング
- ケニー・ロギンス「Footloose」
  - 放送開始から現在まで、上記の曲が使用されている。ただし、CM前のBGMとエンディングテーマの時に使用。

## 放送データ一覧
※視聴率は関東地区、ビデオリサーチ調べ。赤数字は最高視聴率、青数字は最低視聴率。
| 回数 | 放送日                   | 放送時間（JST） | 放送タイトル                                                                                        | 優勝者              | 平均視聴率 | 備考                   |
| --- | ------------------------ | --------------- | --------------------------------------------------------------------------------------------------- | ------------------- | ---------- | ---------------------- |
| 第1回 | 2005年3月1日（火曜日）   | 19:00 - 20:54   | お笑い芸人 歌がうまい王座決定戦 スペシャル                                                          | ヒロシ              | 15.5%      | 『カスペ!』枠          |
| 第2回 | 2005年7月12日（火曜日）  | 19:00 - 20:54   | お笑い芸人 歌がうまい王座決定戦 スペシャル                                                          | 森三中              | 14.7%      | 『カスペ!』枠          |
| 第3回 | 2005年11月15日（火曜日） | 19:00 - 20:54   | お笑い芸人 歌がうまい王座決定戦 スペシャル                                                          | 次長課長            | 16.6%      | 『カスペ!』枠          |
| 第4回 | 2006年2月28日（火曜日）  | 19:00 - 20:54   | お笑い芸人 歌がうまい王座決定戦 スペシャル                                                          | 長州小力            | 16.3%      | 『カスペ!』枠          |
| 第5回 | 2006年7月25日（火曜日）  | 19:00 - 20:54   | お笑い芸人 歌がうまい王座決定戦 スペシャル                                                          | ダチョウ倶楽部      | 16.2%      | 『カスペ!』枠          |
| 第6回 | 2006年11月28日（火曜日） | 19:00 - 20:54   | お笑い芸人 歌がうまい王座決定戦 スペシャル                                                          | タカアンドトシ      | 15.9%      | 『カスペ!』枠          |
| 第7回 | 2007年2月27日（火曜日）  | 19:00 - 20:54   | お笑い芸人 歌がうまい王座決定戦 スペシャル                                                          | ますだおかだ        | 15.8%      | 『カスペ!』枠          |
| 第8回 | 2007年5月22日（火曜日）  | 19:00 - 20:54   | お笑い芸人 歌がうまい王座決定戦 スペシャル                                                          | ペナルティ          | 13.8%      | 『カスペ!』枠          |
| 第9回 | 2007年8月21日（火曜日）  | 19:00 - 20:54   | お笑い芸人 歌がうまい王座決定戦 スペシャル                                                          | フットボールアワー  | 18.6%      | 『カスペ!』枠          |
| 第10回 | 2007年12月4日（火曜日）  | 19:00 - 20:54   | お笑い芸人 歌がうまい王座決定戦 スペシャル                                                          | 品川庄司            | 14.6%      | 『カスペ!』枠          |
| 第11回 | 2008年3月4日（火曜日）   | 19:00 - 20:54   | お笑い芸人 歌がうまい王座決定戦 スペシャル                                                          | つるの剛士          | 12.8%      | 『カスペ!』枠          |
| 第12回 | 2008年5月6日（火曜日）   | 19:00 - 20:54   | お笑い芸人 歌がうまい王座決定戦 スペシャル                                                          | 芋洗坂係長          | 14.5%      | 『カスペ!』枠          |
| 第13回 | 2008年8月19日（火曜日）  | 19:00 - 20:54   | お笑い芸人 歌がうまい王座決定戦 スペシャル                                                          | 鳥居みゆき          | 12.9%      | 『カスペ!』枠          |
| 第14回 | 2008年11月14日（金曜日） | 19:00 - 22:52   | オールスター芸能人 歌がうまい王座決定戦 スペシャル                                                  | つるの剛士          | 18.0%      | 『金曜プレステージ』枠 |
| 第15回 | 2009年1月27日（火曜日）  | 19:00 - 20:54   | お笑い芸人 歌がうまい王座決定戦 スペシャル                                                          | TKO                 | 15.8%      | 『カスペ!』枠          |
| 第16回 | 2009年5月19日（火曜日）  | 19:00 - 20:54   | お笑い芸人 歌がうまい王座決定戦 スペシャル                                                          | 山崎邦正            | 16.4%      | 『カスペ!』枠          |
| 第17回 | 2009年8月18日（火曜日）  | 19:00 - 20:54   | お笑い芸人 歌がうまい王座決定戦 スペシャル                                                          | 渡辺直美            | 14.9%      | 『カスペ!』枠          |
| 第18回 | 2009年10月30日（金曜日） | 19:00 - 22:48   | オールスター芸能人 歌がうまい王座決定戦 スペシャル                                                  | オリエンタルラジオ  | 20.3%      | 『金曜プレステージ』枠 |
| 第19回 | 2009年12月8日（火曜日）  | 19:00 - 20:54   | お笑い芸人歌がうまい王座決定戦! 史上最高一夜限りの頂上バトル 歴代王者緊急参戦スペシャル             | つるの剛士          | 15.2%      | 『カスペ!』枠          |
| 第20回 | 2010年2月9日（火曜日）   | 19:00 - 20:54   | お笑い芸人 歌がうまい王座決定戦 スペシャル                                                          | 友近                | 14.3%      | 『カスペ!』枠          |
| 第21回 | 2010年6月8日（火曜日）   | 19:00 - 20:54   | お笑い芸人 歌がうまい王座決定戦 スペシャル                                                          | フォーリンラブ      | 12.7%      | 『カスペ!』枠          |
| 第22回 | 2010年8月17日（火曜日）  | 19:00 - 20:54   | お笑い芸人 歌がうまい王座決定戦 スペシャル                                                          | Wエンジン           | 13.3%      | 『カスペ!』枠          |
| 第23回 | 2010年10月29日（金曜日） | 19:00 - 22:52   | オールスター芸能人 歌がうまい王座決定戦 スペシャル                                                  | 草野仁              | 17.0%      | 『金曜プレステージ』枠 |
| 第24回 | 2011年1月1日（土曜日）   | 21:30 - 23:30   | 新春オールスター 歌がうまい王座決定戦 スペシャル                                                    | 藤田朋子            | 08.9%      |                        |
| 第25回 | 2011年3月8日（火曜日）   | 19:00 - 20:54   | 歌うま女王は誰だ!? 歌がうまい王座決定戦 春の大激突スペシャル                                        | 森口博子            | 15.2%      | 『カスペ!』枠          |
| 第26回 | 2011年5月31日（火曜日）  | 19:00 - 20:54   | イケメン 歌がうまい王座決定戦 スペシャル                                                            | AMEMIYA             | 12.7%      | 『カスペ!』枠          |
| 第27回 | 2011年8月23日（火曜日）  | 19:00 - 20:54   | お笑い芸人 歌がうまい王座決定戦 スペシャル                                                          | ダブルネーム        | 14.6%      | 『カスペ!』枠          |
| 第28回 | 2011年10月28日（金曜日） | 19:00 - 22:52   | オールスター芸能人 歌がうまい王座決定戦 スペシャル                                                  | 清水良太郎          | 19.0%      | 『金曜プレステージ』枠 |
| 第29回 | 2011年12月21日（水曜日） | 19:00 - 20:54   | オールスター芸能人歌がうまい王座決定戦 史上最高一夜限りの頂上バトル 歴代王者緊急参戦X'masスペシャル | LiLiCo              | 09.6%      |                        |
| 第30回 | 2012年2月14日（火曜日）  | 19:00 - 20:54   | 歌うま女王は誰だ!? 歌がうまい王座決定戦 魂の大激突スペシャル                                        | アンミカ            | 09.9%      | 『カスペ!』枠          |
| 第31回 | 2012年5月29日（火曜日）  | 19:00 - 20:54   | メンズ 歌がうまい王座決定戦 スペシャル                                                              | JOY                 | 12.5%      | 『カスペ!』枠          |
| 第32回 | 2012年8月14日（火曜日）  | 19:00 - 20:54   | お笑い芸人 歌がうまい王座決定戦 スペシャル                                                          | すみれ              | 09.4%      | 『カスペ!』枠          |
| 第33回 | 2012年10月19日（金曜日） | 19:00 - 22:52   | オールスター芸能人 歌がうまい王座決定戦 スペシャル                                                  | マキタスポーツ      | 11.5%      | 『金曜プレステージ』枠 |
| 第34回 | 2013年7月2日（火曜日）   | 19:00 - 21:54   | 歌がうまい王座決定戦 チャンピオン大会                                                               | つるの剛士          | 11.5%      | 『カスペ!』枠          |
| 第35回 | 2015年7月17日（金曜日）  | 21:00 - 22:52   | 今夜復活! 歌がうまい王座決定戦                                                                      | 蟹江一平            | 09.9%      | 『金曜プレミアム』枠   |
| 第36回 | 2016年1月1日（金曜日）   | 18:00 - 21:00   | 超豪華歌うま正月SP 十八番で勝負!! 新春!オールスター対抗歌合戦                                       | 東軍                | 04.0%      |                        |
| 第36回 | 2016年1月1日（金曜日）   | 18:00 - 21:00   | 超豪華歌うま正月SP 十八番で勝負!! 新春!オールスター対抗歌合戦                                       | 北村晴男&北村まりこ | 04.0%      |                        |
| 第37回 | 2016年5月20日（金曜日）  | 21:10 - 23:02   | 歌がうまい王座決定戦                                                                                | 佐藤仁美            | 07.9%      | 『金曜プレミアム』枠   |
| 補足 - 第14回・第18回・第23回・第28回・第33回は、お笑い芸人問わず俳優・歌手・アイドル・スポーツ選手などの芸能人で競うオールスター芸能人歌がうまい王座決定戦スペシャルを放送。 - 第19回・第29回は、過去の歌唱VTRで競う総集編を放送。 - これまでに出場した芸人たちが集結し、芸人たちの自慢の選りすぐりの歌の名場面をトーナメント形式で対決するという企画。 また、VTR対決であるため、初出場組は存在せず、また、最高で4曲披露しなければならないため、過去の大会で4曲以上披露している芸人達だけが集められていた。 - ちなみに、優勝特典は現金ではなく、2009年は有田から歌うま特製の指輪（制作費2000円）、2011年は審査委員長の堺から歌うま特製デコマイクとされていた。 - 第24回は、お笑い芸人問わず俳優・歌手・スポーツ選手などの芸能人で競う新春版の新春オールスター歌がうまい王座決定戦スペシャルを放送。 - 第25回・第30回は、女性芸能人のみで競う女性限定大会を放送。 - 出場者が女性に限定された大会。また、題名からは「お笑い芸人」の冠が取れ、それに伴って出場者も非芸人はもとより歌手を本業とするタレントも出場している。 - 尚、逆に審査員は全員が男性芸能人が務めた。 - 第26回・第31回は、男性芸能人のみで競う男性限定大会を放送。 - 出場者が男性に限定された大会。第1回は「イケメン歌がうまい王座決定戦スペシャル」というタイトルだったが、 その際、えなりかずきや笑い飯、TKOなど、お世辞にもイケメンとはいえない男性も多々参加していたために苦情が殺到したということにより、第2回から「メンズ」という名称に変更となった。 また、題名からは「お笑い芸人」の冠が取れ、それに伴って出場者も非芸人はもとより歌手を本業とするタレントも出場している。 - 尚、逆に審査員は全員が女性芸能人が務めた。 - 2006年まで年3回放送だったが、2007年以降は年4回放送になっており、2008年からは年に通常版は3回、オールスターは1回放送されるようになった。 - 第34回は、歴代チャンピオンのみで競うチャンピオン大会を放送。 - 「チャンピオン大会」と題して歴代の優勝者が一堂に会し、真の歌うまチャンピオンを決める。 - 第35回は、2年ぶりの番組放送による復活大会を放送。 - 第36回は、チーム対抗戦によるチーム大会を放送。 - 兄弟番組の『爆笑そっくりものまね紅白歌合戦スペシャル』の紅組と白組に分かれて競うのと同様で、当番組では東軍と西軍に分かれて競う。 - タイトルはかつて同局で放送されていた『オールスター家族対抗歌合戦』を流用している。 |                          |                 | |                     |            |                        |

## 司会
- ヒロミ（第35回 - ）
- 小島瑠璃子（第35回 - ）

（2016年5月20日時点）

### 歴代の司会者
- くりぃむしちゅー（有田哲平・上田晋也）（第1回 - 第34回）
- 西山喜久恵（フジテレビアナウンサー）
- 中野美奈子（フジテレビアナウンサー）
- 杉崎美香
- 松尾翠（フジテレビアナウンサー）
- 本田朋子（フジテレビアナウンサー）
- 平井理央（フジテレビアナウンサー）
- 中村仁美（フジテレビアナウンサー）
- 椿原慶子（フジテレビアナウンサー）
- 松村未央（フジテレビアナウンサー）
- 高島彩（フジテレビアナウンサー）
- 三田友梨佳（フジテレビアナウンサー）
- 小倉智昭
- 加藤綾子（フジテレビアナウンサー）

## 歴代審査員
| 堺正章       | 矢口真里 | 八田亜矢子       | 小林麻耶     | JOY        | 安倍なつみ          | 米良美一   | 中村アン       | 大和悠河   | 梨花       |
| 叶美香       | ユンソナ | 片平なぎさ       | 牧山純子     | つるの剛士 | 鈴木亜美            | 佐藤江梨子 | 浅田舞         | 篠原ともえ | 水前寺清子 |
| 菊川怜       | 松居一代 | 加藤夏希         | 本仮屋ユイカ | 渡辺裕之   | V.I                 | 潮田玲子   | 篠山輝信       | 滝沢カレン | 乙葉       |
| 坂下千里子   | 高木美保 | 南こうせつ       | 芦名星       | 藤田朋子   | すみれ              | 菜々緒     | ダコタ・ローズ | 河北麻友子 | 菊池麻衣子 |
| 瀬川瑛子     | マリエ   | 田中美里         | 道端カレン   | 藤本美貴   | 土屋アンナ          | 泉谷しげる | 由紀さおり     | 高畑裕太   | 高樹千佳子 |
| 高嶋ちさ子   | 西山茉希 | 庄司智春         | 高島礼子     | LiLiCo     | 由紀さおり          | 世良公則   | 武田鉄矢       | 森泉       |            |
| 小川菜摘     | 南野陽子 | 滝沢沙織         | 多岐川裕美   | 黒谷友香   | ローラ              | 大友康平   | 中村玉緒       | 辺見えみり |            |
| 道端ジェシカ | つんく♂  | 宮崎美子         | 石田純一     | 清水良太郎 | かたせ梨乃          | 西田ひかる | 真琴つばさ     | 川越達也   |            |
| 神田うの     | 伊藤裕子 | 山村紅葉         | ISSA         | 永井大     | 山村紅葉            | 相川七瀬   | 髙嶋政宏       | 小沢真珠   |            |
| MEGUMI       | 小林麻央 | 道端アンジェリカ | えなりかずき | 西村和彦   | ダイアモンド☆ユカイ | 平愛梨     | 松崎しげる     | 久保純子   |            |

## 歴代出場芸人（芸能人）
| アンガールズ     | 電撃ネットワーク   | TIM                | たむらけんじ       | 小島よしお             | TKO              | モエヤン           | ものいい           | Wエンジン          | 吉澤ひとみ         | 三田村邦彦                                | 佐藤弘道                | 加賀美セイラ           | 天童よしみ | 愛加あゆ                            |
| アンタッチャブル | 中川家             | FUJIWARA           | チュートリアル     | ザブングル             | 鳥居みゆき       | 有吉弘行           | アジアン           | 超新塾             | 秋本奈緒美         | 笑い飯                                    | 楽しんご                | いしだ壱成             | 小林幸子   | 遼河はるひ                          |
| 劇団ひとり       | 南海キャンディーズ | マイケル           | 村上ショージ       | SHEILA                 | パパイヤ鈴木     | オードリー         | ザ・パンチ         | ハライチ           | 国広富之           | ダブルネーム                              | 玉ノ井親方              | 蟹江一平               | 林芳正     | メイプル超合金                      |
| 品川庄司         | ボビー・オロゴン   | ダチョウ倶楽部     | ザ・たっち         | つるの剛士             | 林家木久扇       | 角田信朗           | 響                 | 島田秀平           | 国生さゆり         | たんぽぽ                                  | 三ツ矢雄二              | キンタロー。           | 小林星蘭   | トレンディエンジェル                |
| 間寛平           | ますだおかだ       | 猫ひろし           | ダイノジ           | 藤崎マーケット         | ホリ             | キャン×キャン      | 姫ちゃん           | 田嶋陽子           | 清水ミチコ         | X-GUN                                     | 上野まな                | クマムシ               | 谷花音     | ビューティーこくぶ                  |
| 波田陽区         | ロバート           | パッション屋良     | なだぎ武           | ヘリョン               | ゴー☆ジャス      | クールポコ         | U字工事            | 椿鬼奴             | 多岐川華子         | 春香クリスティーン                        | サバンナ                | 佐藤仁美               | 畠山和洋   | 永野                                |
| パペットマペット | インパルス         | 彦摩呂             | 北陽               | ほっしゃん。           | ジョイマン       | どきどきキャンプ   | ゆってぃ           | パンクブーブー     | 辰巳琢郎           | 矢口真里                                  | すみれ                  | ジャングルポケット     | 白鵬翔     | 茂出木浩司                          |
| ヒロシ           | オリエンタルラジオ | ブラックマヨネーズ | 柳原可奈子         | 若井おさむ             | トータルテンボス | はんにゃ           | ロッチ             | モンスターエンジン | 名高達男           | 亀田大毅                                  | スギちゃん              | タブレット純           | 大島勝     | 軽部真一 （フジテレビアナウンサー） |
| マギー審司       | KABA.ちゃん        | 前田健             | ラサール石井       | アントキの猪木         | ヒッキー北風     | マツコ・デラックス | ガダルカナル・タカ | ユージ             | デヴィ夫人         | 小林綾子                                  | ソンミ                  | どぶろっく             | 旭日松広太 | やしろ優                            |
| 森三中           | 長州小力           | 若槻千夏           | 麒麟               | 勝山梶                 | フルーツポンチ   | 我が家             | 叶美香             | あべこうじ         | トリンドル玲奈     | アンミカ                                  | 2700                    | ナジャ・グランディーバ | 北村晴男   |                                     |
| モンキッキー     | 長井秀和           | 池乃めだか         | ギャル曽根         | ケンドーコバヤシ       | 宮川俊二         | いとうあさこ       | 草野仁             | Wコロン            | 松本明子           | 新山千春                                  | ニッチェ                | 日本エレキテル連合     | 北村まりこ |                                     |
| 安田大サーカス   | ふじいあきら       | 木村祐一           | 千秋               | サンドウィッチマン     | 渡辺直美         | 上原美優           | 島崎和歌子         | 2丁拳銃            | LiLiCo             | 仁科仁美                                  | 野沢直子                | 8.6秒バズーカー        | 高市早苗   |                                     |
| 山咲トオル       | ペナルティ         | クワバタオハラ     | にしおかすみこ     | ドン小西               | KONISHIKI        | エハラマサヒロ     | ダンテ・カーヴァー | 萩原流行           | AMEMIYA            | Sophia                                    | Hi-Hi                   | 林家たい平             | 甘利明     |                                     |
| 山崎邦正         | まちゃまちゃ       | 土田晃之           | フットボールアワー | ハイキングウォーキング | 里田まい         | しずる             | 友近               | 松井絵里奈         | 金子貴俊           | 福島和可菜                                | マキタスポーツ          | バンビーノ             | IMALU      |                                     |
| 山田花子         | 山本圭壱           | 博多華丸・大吉     | 宮川大輔           | 髭男爵                 | 鼠先輩           | 夙川アトム         | 板東英二           | ロザン             | 川崎麻世           | 高橋真麻 （当時：フジテレビアナウンサー） | 池谷幸雄                | 水野裕子               | 本村健太郎 |                                     |
| レギュラー       | レイザーラモンHG   | ハリセンボン       | ムーディ勝山       | ほんこん               | 八田亜矢子       | 春風亭小朝         | 舞の海             | えなりかずき       | 健太               | ミラクルひかる                            | 神保悟志                | 豊ノ島大樹             | 羽田圭介   |                                     |
| おぎやはぎ       | 大木こだま・ひびき | バナナマン         | ルー大柴           | 芋洗坂係長             | はるな愛         | 天津木村           | 山本モナ           | 具志堅用高         | サンプラザ中野くん | 敦士                                      | 坂上忍                  | 大林素子               | 里山浩作   |                                     |
| かつみ♥さゆり    | スピードワゴン     | アリtoキリギリス   | エスパー伊東       | エド・はるみ           | 藤田朋子         | ナイツ             | 赤プル             | JOY                | 清水良太郎         | 市川春猿                                  | DaiGo                   | 丸岡いずみ             | 増田明美   |                                     |
| カンニング竹山   | タカアンドトシ     | アンジャッシュ     | オオカミ少年       | オアシズ               | 優木まおみ       | NON STYLE          | 大西ライオン       | 松本伊代           | 永島昭浩           | 川越達也                                  | 嗣永桃子 （Berryz工房） | 金山一彦               | 浦井健治   |                                     |
| 次長課長         | 千原兄弟           | 神奈月             | KICK☆              | 狩野英孝               | 桑山哲也         | フォーリンラブ     | クリス松村         | 森口博子           | 野村将希           | 黒田アーサー                              | 有村昆                  | 大渕愛子               | 我善導     |                                     |

## 歴代優勝者

### 通常版

#### お笑い芸人歌がうまい王座決定戦スペシャル
| 回数   | 優勝者             | 備考 |
| ------ | ------------------ | --- |
| 第1回  | ヒロシ             | |
| 第2回  | 森三中             | 元々歌がうまい大島美幸はこの番組のためにボイストレーニングに通っていた。 |
| 第3回  | 次長課長           | 準優勝のペナルティは、準決勝まで勝ち残った山本圭壱と「師弟対決をしたい」と申し出たが、山本が次長課長に敗れ、実施されなかった。 水前寺清子がロバート秋山・次長課長の2人・山本の4人に歌手デビューを推薦。しかし山本はなぜか次長課長井上聡を除いた「3人で歌手デビューしたい」と発言。 |
| 第4回  | 長州小力           | 前回優勝者の次長課長が2連覇を目指して決勝まで進出したが、あと一歩のところで長州小力に敗れた。 小力は当初は単に「マジ歌を披露する姿」が面白いという理由で呼ばれていたことが決勝時に明かされている。 |
| 第5回  | ダチョウ倶楽部     | 今回は普段と違う真剣な姿が垣間見られ、事務所の後輩である彦摩呂とますだおかだを倒して優勝した。 |
| 第6回  | タカアンドトシ     | 前回「トシが歌わなければ負けなかった」と散々言われていたトシだったが、今回は猛練習の結果、音を外すこともハモリがずれることもなく歌い上げ、汚名返上を果たした。 |
| 第7回  | ますだおかだ       | 増田英彦がコブクロの「永遠にともに」を歌った後、高木美保が感激のあまり涙を流し、結婚を迫られた（増田は既婚者）。 |
| 第8回  | ペナルティ         | この回でヒデは初めてソロで歌った。 また、初出場で決勝まで登りつめたザ・たっちは、そのそっくりな歌声でハモリを披露した。 また、それぞれのソロも披露したが「お前ら、どっちが歌っても全然変わんねえじゃねぇか!!」と歌唱後、MCのくりぃむしちゅーにツッこまれていた。 |
| 第9回  | フットボールアワー | 決勝は、初出場の麒麟 対 フットボールアワーで、このときまで歌っていた川島と後藤に代わって、それぞれの相棒である田村と岩尾が決勝に登場した（岩尾は1回戦でも歌っていた）。 この両名の歌唱力は決勝戦きっての低さだった上に、（岩尾はそれなりに歌えていたが）決勝までコマを進めた二人の対戦（川島 対 後藤）が見られなかったことで結果として誰も盛り上がらない決勝となってしまったために、 その後、後藤は「この回は世紀の凡戦であった」とネタにするようになった。 |
| 第10回 | 品川庄司           | 品川庄司は悲願の初優勝。 2007年11月26日に放送されたくりぃむしちゅーの冠番組くりぃむナントカに出演した庄司の財布に大金が入っていたのに対して、 くりぃむしちゅーがその理由を聞いたところ、庄司は「歌うまの賞金」と答えて、歌うまの放送前に関わらずそれが放送されてしまっている。 今回、タカアンドトシはV2をめざして3大会ぶりの参戦。準決勝において、初出場のつるの剛士と対戦し、あまりの激闘で審査員長のつんく♂は「僕はあえて、パッキリ（票の）差を出してみました」とコメントし、タカアンドトシに3票を入れたことから、つるのを相手に1票差で撃破。またトシも2回戦でソロを初披露して勝利を収めたが、決勝で品川庄司に破れた。 |
| 第11回 | つるの剛士         | お笑い芸人の名目で行われた大会で、史上初の芸人以外の優勝者となった。優勝が決まった時には涙を流して喜びを表した。 |
| 第12回 | 芋洗坂係長         | 初出場で初優勝を達成。 |
| 第13回 | 鳥居みゆき         | 鳥居は決勝戦出場が決まった瞬間ステージに倒れ伏した。 鳥居は第12回の1回戦でTKOに敗退したが今回同じ中島みゆきの曲でリベンジを果たした。 TKOは2回連続の準優勝。 |
| 第14回 | TKO                | 3回連続準優勝の後、4度目の決勝戦で念願の初優勝を果たした。また、Aブロックからの優勝者は彼らが初であった。 初出場で、お笑い芸人ではないマツコ・デラックスは、順調に決勝まで進出し準優勝したが、毎回ディナーショーが夢であることをアピールしていた。 また、収録の前に安達祐実との離婚が報道されたスピードワゴンの井戸田はこの回、そのことを生かして失恋ソングばかりを熱唱。優勝をねらったが、準決勝で1ポイント差でTKOに敗退した。 |
| 第15回 | 山崎邦正           | 前回に続き、準優勝経験者かつAブロックから王座を獲得。 |
| 第16回 | 渡辺直美           | 今回で2回目の参戦だった夙川アトムは、1回戦で「青春の影」を歌い、審査員の小川菜摘を感涙させ、決勝まで進出し、その夙川を渡辺が倒して優勝した。また、初出場のU字工事は益子の貫禄のある演歌で、優勝できるのではと期待されていたが、準決勝で演歌から離れたことも影響し、渡辺に敗れた。 |
| 第17回 | 友近               | 今回、友近は、前回（第2回オールスター）で優勝候補筆頭とされていながら、屈辱の1回戦落ちを味わったことのリベンジに燃え優勝した。 |
| 第18回 | フォーリンラブ     | 2回戦、バービーが多くの音をはずしていたが、相手のWエンジンもハモリに失敗し勝ち残った。 |
| 第19回 | Wエンジン          | Wエンジン 対 アジアンというカップル対決ということで、Wエンジン（チャンカワイ）とアジアン（馬場園）の熱愛ぶりを示すシーンがいくつも放送されていた。 また前回「不協和音」と酷評された、えとう窓口はボイストレーニングを重ね、決勝で「夏の日の1993」でハモリを披露し、優勝の瞬間は涙を流した。また、歌唱後に審査員長の堺正章からは「Wエンジンのお二人は、最後の曲、アレはリベンジだよね？」と講評されていた。 また、この回以降、通常版でもオールスター同様、各ブロックの対戦カード発表シーンや出演者のインタビューシーンを挿入する他、その際にBGMとして『パイレーツ・オブ・カリビアン』の一曲が使用されるようになった。     |
| 第20回 | ダブルネーム       | 優勝が決まった瞬間、二人は涙を流した。 また、渡辺直美（1回戦）、フォーリンラブ（2回戦）、JOY（準決勝）、松井絵里奈（決勝）といった優勝候補とされる強敵を破っての優勝となった。 |
| 第21回 | すみれ             | 芸人ではない芸能人が冠に「お笑い芸人」がついた通常の大会で優勝するのはつるの剛士以来の快挙 であった。 また、1回戦のサバンナと準々決勝のハライチは、「25-2」という大差で完敗したため、司会のくりぃむしちゅーから「歴代最低得点だぞ」とネタにされていた。 |

### 総集編

#### 歴代王者緊急参戦スペシャル
| 回数  | 優勝者     | 備考 |
| ----- | ---------- | --- |
| 第1回 | つるの剛士 | 過去映像を使った対決。結果的に3度目の優勝となった。 また、過去映像であったため、今では見ない芸人・今では通じにくいギャグもネタにされ、その他、山崎邦正のように明らかなカメラ目線であったことをネタにされる芸人もいた。 ちなみに出演者達のスケジュールを考えていない収録であったため、スケジュールが合わない芸人 はパネルとなった。 そのため、「先輩の邦正さんは来れているのに、後輩のアトム君がパネルっていうのは…」などと芸歴とは裏腹な両者の多忙ぶりの差をネタにされていた芸人もいた。 ちなみに、パネルが披露するVTRの曲紹介はくりぃむしちゅーが行った。 また、Aブロック・準決勝(TKO 対 タカアンドトシ)において、高木美保が「一人で頑張った人（木下）を立たせるのか、 それともパネル（タカトシ）を立たせるのか、そこが迷いどころ」と発言したため、すぐさまTKO・木下は「パネルのように固まり、パネルの方が有利だと考えている」というボケを披露した。 |
| 第2回 | LiLiCo     | 今回は、2年前に行われた「歴代王者緊急参戦スペシャル」と同様の、VTR対決であった。ただし、2年前とは違い、2007年以前の大会のVTRは字幕や左下の歌手の画像などに手直しが加えられていた。 ちなみに今回も2年前と同様、出演者のスケジュールを無視した収録ではあったが、スケジュールが完全に合わない出演者はなく、 別仕事があったTKOと春香クリスティーンもオープニングではパネルであったが、準々決勝が始まる頃にはスタジオに来ていた。 |

### 特別編

#### オールスター芸能人歌がうまい王座決定戦スペシャル
| 回数  | 優勝者             | 備考 |
| ----- | ------------------ | --- |
| 第1回 | つるの剛士         | この時、司会の有田から「カバーで出しちゃえば」などと言われていたが、翌年本当にカバーアルバム「つるのうた」「つるのおと」を発売する。 初優勝の時と同様涙の優勝となり、初の2冠を達成。 また、今回、つるの剛士以外の歌うま王者が2回戦までに全員敗退してしまうという波乱の展開となった。（なお、つるの以外で2回戦に残ったのはますだおかだのみで他の王者は全員初戦敗退。） |
| 第2回 | オリエンタルラジオ | 2回戦の「イフ」以降は中田敦彦によるダンスパフォーマンスを交えての披露となり、「歌うまの新しい形を作った」と評された。 また、3回戦は藤森ソロの予定だったが、ダンスが大好評だったために中田はエアギターを披露することとなった（しかし曲終了後「やっぱりいらなかったんじゃ」と言われている）。 決勝では品川庄司・森三中と対戦。審査員9人中、品川庄司を挙げた山村紅葉以外、全ての審査員がオリラジを支持した（1-4人目まで全てオリラジを支持、この時点であと1票でオリラジの優勝になるため残り5人を一斉に公表した）。 オールスターということで優勝経験者が5組出場したが、優勝候補と目されていた友近とTKOなどの今年放送分の優勝者・準優勝者のほとんどが初戦敗退するなど波乱の多い試合展開となった。 なお、オールスターと銘打った大会で決勝戦の3組が全員芸人（品川庄司・オリエンタルラジオ・森三中）だったのはこの回のみ。 |
| 第3回 | 草野仁             | 決勝では草野とラサール石井・叶美香の初の決勝進出となる三つ巴。 結果発表では6人が各2票ずつ割れることになり、残り3人が草野・ラサール・叶の1票ずつ入った場合、審査員長が草野を挙げているため、草野の優勝が決定となるルールに変更。 この結果、残り3人でも割れたため、草野の優勝が決定した。また、初めて歴代王者が準決勝までに全員敗退している。 ちなみに、加藤夏希は真面目に歌った井上のことを高く評価し、 今回NON STYLEの対戦の時は票を全部NON STYLEに入れるようにしており、そのおかげでNON STYLEは紅白歌手である森口博子を撃破して1回戦突破を果たし、準決勝まで進出した。 |
| 第4回 | 清水良太郎         | 決勝ではLiLiCoおよび亀田大毅と対戦、結果は9人中5人の票を集めて優勝。 歴代優勝者のうち、前年の王者・草野仁は1回戦で春香クリスティーンに敗退。 第20回お笑いの王者・ダブルネームも準決勝で亀田に敗退など、2年連続して王者経験者不在の決勝となった。 オープニングの際に、スタッフのミスで山崎邦正が楽屋にいたにもかかわらず、スタッフが呼びに来なかったために不参加であったことを、自身の対戦の出番の時に明かしている。 ちなみに、対戦相手の森口博子も別の仕事の都合でオープニングの収録には間に合わなかったため、「理由は違えど、オープニングに参加しなかった2人の対決」とくりぃむしちゅーにいじられた。 |
| 第5回 | マキタスポーツ     | 決勝はアンミカ、マキタスポーツ、ニッチェの3組。マキタスポーツは、前回は決勝戦で敗れたが雪辱を果たした。 今回も総じてレベルは高く、アンミカを除く優勝経験者がことごとく敗退する波乱の展開となった。 しかし、優勝経験者の決勝進出や、お笑い芸人の決勝進出及び優勝は第2回オールスター以来、3年ぶりであった。 |

#### 新春オールスター歌がうまい王座決定戦スペシャル
| 回数  | 優勝者   | 備考 |
| ----- | -------- | --- |
| 第1回 | 藤田朋子 | 名目はオールスターだが、参加者は「お笑い芸人」と同じ16組であり、多くが滅多にテレビで歌を歌わない俳優や女優が出場した。 そのため、今回が初出場の芸能人のほとんどは極度の緊張状態に陥っていた。 中でも辰巳琢郎は緊張からマイクを持つ手が歌唱中、終始震えてしまい、その様子に高島彩は終始爆笑し、歌唱後、「（マイクを持つ手が）マナーモードになってましたね」といじられるほど緊張していた。 |

#### 女性限定大会
| 回数  | 優勝者   | 備考 |
| ----- | -------- | --- |
| 第1回 | 森口博子 | 初めて歌手が優勝した。また、今回友近は、V2を逃し、タカアンドトシ、次長課長に続く3人目の優勝後に準優勝した芸人となった。 |
| 第2回 | アンミカ | 3大会連続で初登場組が優勝した（オールスターを除いた場合）。                                                             |

#### 男性限定大会
| 回数  | 優勝者  | 備考 |
| ----- | ------- | --- |
| 第1回 | AMEMIYA | 今回、AMEMIYAは2回戦で清水アキラの実の息子・清水良太郎、準決勝では伝説級の歌手・サンプラザ中野くん、決勝ではそれまで底知れない実力を見せつけてきたダークホース・野村将希といった数々の強敵を撃破し優勝した。 ちなみにお笑い芸人が優勝するのは第19回以来の4回振りである。 また、初登場で優勝するのは第12回以来であり、回数でいえば14回振り、年数でいえば実に3年振りであった。 |
| 第2回 | JOY     | 準々決勝でJOYはホイットニー・ヒューストンの「I WILL ALWAYS LOVE YOU」を完璧に歌い上げ、なおかつ英語ができるということなので司会のくりぃむしちゅーから「渡米してアメリカで歌手として活動する」ということを薦められていた。 |

#### チャンピオン大会
| 回数  | 優勝者     | 備考 |
| ----- | ---------- | --- |
| 第1回 | つるの剛士 | 歴代チャンピオン17組ら総勢24組の出場の中、歌うま史上初（歴代王者緊急参戦スペシャルを除く）の3冠をとった。 |

#### 復活大会
| 回数  | 優勝者   | 備考 |
| ----- | -------- | --- |
| 第1回 | 蟹江一平 | 初出場で初優勝を飾った。 |
| 第2回 | 佐藤仁美 | 決勝戦では、2番目に德永英明の「レイニー ブルー」を歌唱。3番目のエハラマサヒロ、4番目のニッチェに点数を超えられることなく優勝を果たした。 |

#### チーム大会
| 回数  | 優勝チーム | MVP                 | 備考                                                                          |
| ----- | ---------- | ------------------- | ----------------------------------------------------------------------------- |
| 第1回 | 東軍       | 北村晴男&北村まりこ | 番組最後の全演目終了後に、5人の審査員による多数決で優勝チーム&MVPが決定した。 |

## 備考
- 番組のテーマ曲はケニー・ロギンス「Footloose」（映画『フットルース』挿入歌）。提供クレジット時のBGM、CMアイキャッチ、エンディングテーマで使われている。
- 2006年7月25日に放送された第5回では、不祥事によって所属先の吉本興業を解雇された極楽とんぼの山本圭一が、猫ひろし・ダチョウ倶楽部との対決で出演していたことから、山本の出演シーンをカットして予定通り放送。番組では随時「事情により内容を一部変更してお送りしております」という字幕を表示した[注釈 13]。収録は2006年6月半ばであり、トーナメント表の山本の部分は空白処理され、ひな壇の山本には光沢のような処理が施されていた[注釈 14]。また、第20回でめちゃイケ新メンバーの「たんぽぽ」が参戦した際に「めちゃイケメンバーからの初の参戦者」と呼ばれているなど、番組内では山本の存在はなかったこととなっている[注釈 15]。
- 審査委員長は数回の欠席を除いて堺正章が担当、冒頭で審査員特別賞を示唆する「ネタ」がある（一度も設けられた事はない）。第10回はつんくが審査委員長になった。理由は堺本人が長期間の舞台の稽古と出演が組まれた為によるもので、同時期の『かくし芸大会』の堺演目も例年より早めて行った。2009年の第16回と第2回オールスター、2012年の第5回オールスターは南こうせつが審査委員長となった。
- 「オールスター芸能人 - 」は、通常の火曜放送ではなく、2008年11月14日金曜日になり放送時間も19:00 - 22:52（当時は通常の『金曜プレステージ』、『日本ルー列島』枠）の4時間放送となる。ただし、関西テレビ、東海テレビ、岡山放送は19時台、テレビ西日本は19時台と19時29分に、それぞれレギュラーのローカル番組を、沖縄テレビは特別番組（FNSソフト工場）を編成する都合により19:57からの3時間短縮版となった（東海テレビ・岡山放送では4:3SD規格での放送となった。3時間短縮版のネット局では字幕放送非対応）。そのため、中断のニュースが入るまで、曲の序盤がカットされている所があり、不自然な部分があった。またテレビ宮崎は金曜日のゴールデン・プライムの時間は日本テレビ制作の番組を同時ネットするため放送されなかったが、2009年1月1日の深夜0:49に放送された。
- 挿入のニュース枠は通常番組の『金曜プレステージ』の前半枠（その後のヒッチハイク分30秒CMと後半枠までの1分PT）と後半枠の間に放送された。
- 2009年10月30日金曜日19:00 - 22:48の放送でも同様の理由で一部放送局で19:57からの3時間短縮版となった。
- 石井慧は本番組に出場し、アニメソングを歌い世間を驚かせたいとの野望があると『HEY!HEY!HEY!』にVTR出演した際に語った。
- ちなみに前述のとおり、芸人たちは心に響く歌い方をするため、この番組が放送された次の日などに、番組で芸人が歌った歌の「着うた」のダウンロード数が激増することがある。
- 時折歌詞を間違えて歌ってしまった出場者が存在し、山崎邦正は『島唄』で「鳥とともに」の鳥と島が混合して、「しりとともに」と歌ったことがある。

## スピンオフ（お笑い芸人歌がへたな王座決定戦スペシャル）
- 同局のバラエティ番組『めちゃ2イケてるッ!』では2009年以降、当番組のパロディコーナー「お笑い芸人歌がへたな王座決定戦スペシャル」が行われていた。当番組のセットを流用しており、内容は「一番歌が下手（＝音痴）なお笑い芸人」を決定する大会。
- 毎回、当番組の収録が終わった後に、収録されていた。当番組が朝から夜まで収録された後の、深夜から翌朝までこのコーナーが収録されていた。
- 優勝者への特典は、走行距離が廃車寸前になっている高級車など、一見豪華だがよく見ると貰っても困るような品ばかりで、それも自腹で買い取らなければならない（贈呈または視聴者プレゼントとしての罰金となる事もある）。そのため、当番組が100万円獲得に対して、このコーナーでは逆に100万円自腹であり、品物も「優勝賞品」ではなく「優勝特典」と紹介されている。

## CD
2012年5月30日にポニーキャニオンから同番組の出演者から選ばれたメンバーが歌うコンピレーションアルバム『歌がうまい王座決定戦コンピレーション 〜歌うま7人衆〜』が発売された。楽曲はそれぞれが番組内で披露したもので、男性・女性の曲を1曲ずつカバーしている。
東京、大阪、愛知で発売イベントが行われた。

### 収録曲
CD
1. White Love / ダブルネーム
  - SPEEDの楽曲。
  - 作詞・作曲：伊秩弘将
2. 流星 / ダブルネーム
  - コブクロの楽曲。
  - 作詞・作曲:小渕健太郎
3. 古い日記 / AMEMIYA
  - 和田アキ子の楽曲。
  - 作詞：安井かずみ、作曲：馬飼野康二
4. シェリー / AMEMIYA
  - 尾崎豊の楽曲。
  - 作詞・作曲：尾崎豊
5. 離したくはない / つるの剛士
  - T-BOLANの楽曲。
  - 作詞・作曲:森友嵐士
6. M / つるの剛士
  - プリンセス・プリンセスの楽曲。
  - 作詞:富田京子、作曲:奥居香
  - 2009年発売のつるののアルバム『つるのうた』と同じ音源。
7. ONLY LOVE / 清水良太郎
  - HOUND DOGの楽曲。
8. 秋桜 / 清水良太郎
  - 山口百恵の楽曲。
  - 作詞・作曲: さだまさし
9. Another Orion / JOY
  - 藤井フミヤの楽曲。
  - 作曲：藤井フミヤ、作曲：増本直樹
10. オリビアを聴きながら / JOY
  - 杏里の楽曲。
  - 作詞・作曲: 尾崎亜美
11. キセキ / TKO
  - GReeeeNの楽曲。
  - 作詞・作曲：GReeeeN
12. Story / 木下隆行（TKO）
  - AIの楽曲。
  - 作詞：AI、作曲：SOUL
13. 雪の華 / 増田英彦（ますだおかだ）
  - 中島美嘉の楽曲。
  - 作詞：Satomi、作曲：松本良喜
14. 心の旅 / ますだおかだ
  - チューリップの楽曲。
  - 作詞・作曲：財津和夫
15. どんなときも。 / 歌うま七人衆
  - 槇原敬之の楽曲。
  - 作詞・作曲：槇原敬之
  - この楽曲のみアルバム参加メンバー全員で歌っている。

## 主なスタッフ

### 2012年5月29日時点
- ナレーション：垂木勉
- 作・構成：沢口義明、下田雄大、亀津雄介
- 踊り：花柳糸之社中、ダンシングオフィス西条
- TP：斉藤浩太郎
- SW：小川利行
- PA：溝口賢蔵
- レーザー：吉田哲巳
- マルチビジョン：米田繁樹
- カムリモート：野坂和重
- クレーン：長島直和
- 美術進行：服部孝志
- 大道具：豊田哲夫
- アクリル装飾：橋本順
- アートフレーム：三浦文裕
- 装飾：川合将吾
- 特殊装置：青木紀和
- 楽器：佐々木健一郎
- VTR編集：林奈緒、横山勇介
- 音響効果：川端智之、星遊助
- MA：吉田肇
- CG：町田保、富井真
- ペイント：吉沢真純
- 似顔絵：グレートインターナショナル
- 編成：塩原充顕
- AP：七十苅汐里、小暮美帆、児玉芳郎
- 演出：城間康男
- プロデューサー：安藤厚司
- チーフプロデューサー：渡辺俊介
- 制作統括：小松純也
- 技術協力：ニユーテレス、フジライティング・アンド・テクノロジイ、IMAGICA、ディークラフト、4-Legs、グスク
- 制作：フジテレビバラエティ制作センター
- 制作著作：フジテレビ

### 歴代のスタッフ
- チーフプロデューサー：加茂裕治、石川綾一
- 制作：清水宏泰
- 編成：高盛浩和

## ネット局
時差ネットの青森テレビ。青森テレビ以外はフジネットワークやカスペ!を参照。